# 대한민국 제4대 국회

## 임기
4년 (1958년 5월 31일 ~ 1960년 7월 28일) - 대한민국 제2공화국 헌법(대한민국헌법 [일부개정 1960.6.15 헌법 제4호])에 의해 임기 종료일이 이 헌법시행후 처음으로 실시되는 민의원의원총선거를 실시하는 전일까지로 지정되었다.

## 국회의 구성

### 의장·부의장
|              | 1958년 6월 7일 ~ 1960년 6월 6일 | 1958년 6월 7일 ~ 1960년 6월 6일 | 1960년 6월 7일 ~ 1960년 7월 28일 | 1960년 6월 7일 ~ 1960년 7월 28일 |
| 민의원의장   | 이기붕 곽상훈                   | 이기붕 곽상훈                   | 곽상훈                           | 곽상훈                           |
| 민의원부의장 | 이재학                          | 한희석 임철호                   | 김도연                           | 이재형                           |

### 정당별 구성
| 교섭단체명 | 정당명 | 1958년 총선 당시 | 1960년 총선 당시 |
| ---------- | ------ | ---------------- | ---------------- |
| 자유당     | 자유당 | 126석            | 48석             |
| 민주당     | 민주당 | 80석             | 68석             |
| 헌정동지회 | 무소속 |                  | 38석             |
| 비교섭단체 |        |                  |                  |
| 통일당     | 1석    | 1석              |                  |
| 무소속     | 26석   | 41석             |                  |
| 계         | 계     | 233석            | 196석            |

### 상임위원회
| 위원회         | 이름   | 소속정당 |
| -------------- | ------ | -------- |
| 국회운영위원회 | 박용익 | 자유당   |
| 법제사법위원회 | 박세경 | 자유당   |
| 재정경제위원회 | 최용근 | 자유당   |
| 외무위원회     | 윤성순 | 자유당   |
| 국방위원회     | 유지원 | 자유당   |
| 내무위원회     | 박순석 | 자유당   |
| 문교위원회     | 이존화 | 자유당   |
| 교통체신위원회 | 정명섭 | 자유당   |
| 농림위원회     | 신규식 | 자유당   |
| 상공위원회     | 이영언 | 자유당   |
| 사회보건위원회 | 김익기 | 자유당   |
| 예산결산위원회 | 박흥규 | 자유당   |
| 징계자격위원회 | 정존수 | 자유당   |
| 부흥위원회     | 구흥남 | 자유당   |

| 위원회         | 이름   | 소속정당 |
| -------------- | ------ | -------- |
| 국회운영위원회 | 조순   | 자유당   |
| 법제사법위원회 | 김의준 | 자유당   |
| 재정경제위원회 | 이갑식 | 자유당   |
| 외무위원회     | 윤성순 | 자유당   |
| 국방위원회     | 하태환 | 자유당   |
| 내무위원회     | 김원태 | 자유당   |
| 문교위원회     | 안용백 | 자유당   |
| 문교위원회     | 손재형 | 무소속   |
| 교통체신위원회 | 정명섭 | 자유당   |
| 농림위원회     | 변진갑 | 자유당   |
| 상공위원회     | 이영언 | 자유당   |
| 사회보건위원회 | 김익기 | 자유당   |
| 예산결산위원회 | 최인규 | 자유당   |
| 징계자격위원회 | 손영수 | 자유당   |
| 부흥위원회     | 이형모 | 자유당   |

| 위원회         | 이름   | 소속정당 |
| -------------- | ------ | -------- |
| 국회운영위원회 | 이성주 | 자유당   |
| 법제사법위원회 | 박세경 | 자유당   |
| 재정경제위원회 | 손석두 | 자유당   |
| 외무위원회     | 최규남 | 자유당   |
| 국방위원회     | 유용식 | 자유당   |
| 내무위원회     | 이상룡 | 자유당   |
| 문교위원회     | 손재형 | 자유당   |
| 교통체신위원회 | 이종수 | 자유당   |
| 농림위원회     | 이영희 | 자유당   |
| 상공위원회     | 정규상 | 자유당   |
| 사회보건위원회 | 손문경 | 자유당   |
| 예산결산위원회 | 박만원 | 자유당   |
| 징계자격위원회 | 김상도 | 자유당   |
| 부흥위원회     | 원용석 | 자유당   |

## 제4대 민의원 史
제4대 민의원에서 제출된 의안은 총 642건이며, 이중 가결 300건(전체의 47%), 부결 17건, 폐기 36건, 철회 3건, 보류 1건 등 총 357건이 처리되었고(55%), 회기불계속 및 임기만료로 인한 폐기는 285건이었다.
- 국가보안법 파동

- 4.19혁명과 시국수습대책특별위원회

- 제3차 개헌

## 같이 보기
- 대한민국 제4대 총선
- 대한민국 제4대 민의원의원 목록